# Daniel De Leon

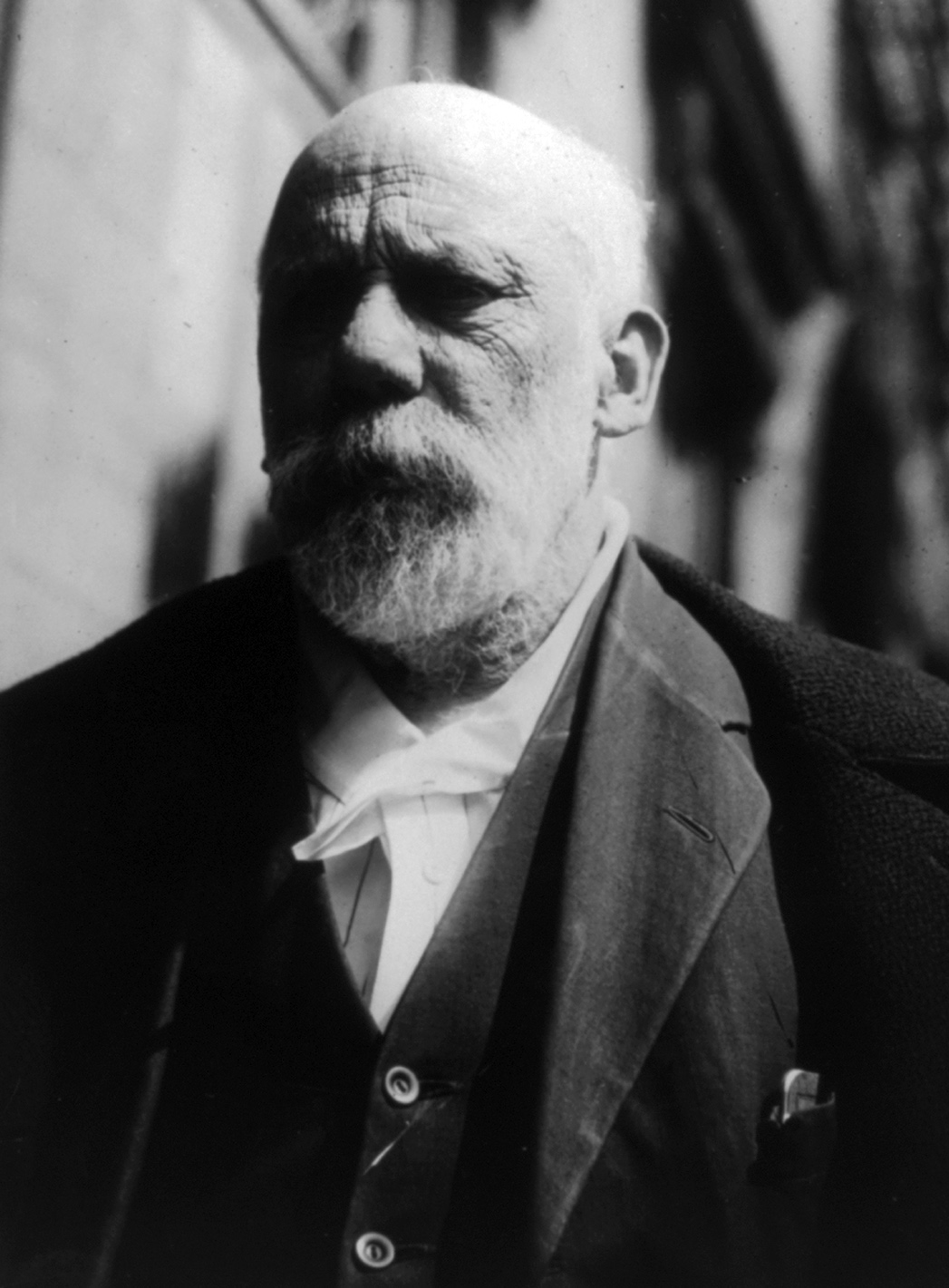
Daniel De Leon

Daniel De Leon (* 14. Dezember 1852 in Curaçao, Niederländische Antillen; † 11. Mai 1914 in New York City) war ein US-amerikanischer Sozialist.

## Biografie
De Leon wanderte 1874 von den Niederländischen Antillen in die Vereinigten Staaten aus und wurde bald zu einem der führenden Propagandisten des Sozialismus in der frühen US-amerikanischen Arbeiterbewegung, wobei seine kompromisslosen Ansichten kritisch betrachtet wurden. 1886 gehörte er zu den Unterstützern von Henry George bei dessen Kandidatur für das Amt des Bürgermeisters von New York.
1890 trat er der Socialist Labor Party (SLP) bei und wurde rasch zu einer der Führungspersonen der Partei sowie Herausgeber des Parteiorgans The People. Durch seine Führungsstärke trug er dazu bei, dass die SLP zu einer neustrukturierten nationalen Organisation wurde. Andererseits wurde die SLP zunehmend vom Kommunismus geprägt, so dass liberal-gemäßigte Parteimitglieder wie Charles Sotheran wegen ihrer Ansichten aus der Partei ausgeschlossen wurden.
Nachdem er die Führung der Arbeiterbewegung (Knights of Labor) als zu wenig radikal kritisiert hatte, wurde er 1895 Gründer und Vorsitzender der von den Knights of Labor abgespaltenen Socialist Trade and Labor Alliance (STLA). 1899 verließ eine abtrünnige Fraktion die SLP und gründete eine neue Bewegung, aus der 1901 die von Eugene V. Debs gegründete Socialist Party of America hervorging. In der Folgezeit kam es zu einem Rückgang der Mitgliederzahlen und des Ansehens der SLP. 1903 beschrieb De Leon in einem Artikel die Eisenbahnunternehmen als imperium in imperio.
1905 gehörte De Leon zu den Mitbegründern der Industrial Workers of the World (IWW) in Chicago, mit denen sich die STLA kurz darauf zusammenschloss. Auf dem IWW-Kongress 1908 wurde ihm jedoch ein Delegiertensitz durch den radikalen Flügel verweigert, die seine politischen Ansichten ablehnten und gewaltbereitere Taktiken bevorzugten. Aus diesem Grund gründete er basierend auf dem Programm der SLP die sogenannte Detroit-IWW als Gegenpol zur ursprünglichen Chicago-IWW. Zu den ersten Mitgliedern gehörte der aus Deutschland stammende William E. Trautmann, der in der Folgezeit als Organisator der Gewerkschaft tätig war.
Nach De Leons Tod wurde die Detroit-IWW 1915 umbenannt in Workers’ International Industrial Union (WIIU), die schließlich 1925 aufgelöst wurde.
In seiner politischen Philosophie vertrat er die Ansicht, dass die Regierung die Industrie nicht unter der Führung einer Partei der Arbeiterklasse verstaatlichen sollte. Vielmehr war sein Ziel die direkte demokratische Kontrolle aller Industrien und Dienstleistungen durch die in einer Industriegewerkschaft vereinigten Arbeiter. Seine politischen Ansichten bildeten die Grundlage für den De Leonismus.